# Schnaitsee
Schnaitsee är en kommun och ort i Landkreis Traunstein i Regierungsbezirk Oberbayern i förbundslandet Bayern i Tyskland.